# 今夜、あの街から
今夜、あの街から（こんやあのまちから）は、日本の音楽ユニット。略称は「ヨルマチ」。2021年6月立ち上げ、楽曲「ショウニントウソウ」でYouTubeでデビューした。

## 概要
「閉塞感漂う日々からいつか脱出して世界を変えたいと願う男女（ノラとレイラ）の物語を描いていく」というテーマのもと、ボカロPノラが自ら作った楽曲を、女性ボーカルをゲストに迎え、共に歌い上げていくユニットスタイルが特徴。

### 設定
- ノラ

クールでありながら、感情的な悲観論者の一面も持つ。
音楽が唯一の自己表現方法と信じている。
メロディアスな音楽を好み、自ら曲を作り歌う日々を送っている。
優柔不断で一歩が踏み出せない弱さもある。
- レイラ

強さと慎重さを持ち合わせた、ムードメーカー的な存在。
ノラの音楽に惹かれ、彼の同志として、その活動に参加するようになった。
彼の音楽を広めることで何かが変わると信じている。

### プロフィール
- ボカロPノラ

23歳。
作詞、作曲、編曲、MIX、歌唱を担当。
高校時代からネットシーンを中心に活動し、オリジナル作品を世に残したいという思いを抱き、成宮 亮として作詞作曲を始める。
2021年6月からボカロPノラを名乗って「今夜、あの街から」を立ち上げる。
楽曲「ショウニントウソウ」を2021年7月9日にYouTubeに初投稿。
影響を受けたアーティストはUVERworldとYOASOBIのAyase。
好きな歌い手はまふまふ、伊東歌詞太郎、しゅーず。
- 女性Voレイラ

女性ボーカルはすべて”レイラ”を名乗り、ノラと共に歌唱を担当する。
これまでにレイラとして参加したアーティストはEnel；、ときのはな、宮川愛李、珀、nui、VALSHEら。

## ディスコグラフィ

### シングル
|     | 発売日        | タイトル | レイラ starring | 規格品番  |
| --- | ------------- | -------- | --------------- | --------- |
| 1st | 2023年4月12日 | クウフク | VALSHE          | JBCZ-6124 |

### 配信シングル
|     | 発売日         | タイトル           | レイラ starring                   | 配信形式               |
| --- | -------------- | ------------------ | --------------------------------- | ---------------------- |
| 1st | 2021年7月9日   | ショウニントウソウ | Enel；                            | デジタル・ダウンロード |
| 2nd | 2021年10月22日 | キカセテクレ       | Enel；                            | デジタル・ダウンロード |
| 3rd | 2022年1月28日  | マリヲネット       | ときのはな(from 未完成モノローグ) | デジタル・ダウンロード |
| 4th | 2022年4月22日  | ロストチャイルド   | 宮川愛李                          | デジタル・ダウンロード |
| 5th | 2022年7月29日  | イミテイション     | 珀                                | デジタル・ダウンロード |
| 6th | 2022年12月9日  | レジリエンス       | nui                               | デジタル・ダウンロード |
| 7th | 2023年2月18日  | クウフク           | VALSHE                            | デジタル・ダウンロード |
| 8th | 2023年10月21日 | ファインダー       | 珀                                | デジタル・ダウンロード |

### VOCALOID
|     | 発売日         | タイトル                        | 配信形式               |
| --- | -------------- | ------------------------------- | ---------------------- |
| 1st | 2023年3月18日  | クウフク (VOCALOID version)     | デジタル・ダウンロード |
| 2nd | 2023年8月5日   | Chase Me (VOCALOID version)     | デジタル・ダウンロード |
| 3rd | 2023年11月18日 | ファインダー (VOCALOID version) | デジタル・ダウンロード |

### ノラ ソロ
|     | 発売日         | タイトル                | 配信形式               |
| --- | -------------- | ----------------------- | ---------------------- |
| 1st | 2021年12月17日 | アイ独り論              | デジタル・ダウンロード |
| 2nd | 2022年2月10日  | マリヲネット            | デジタル・ダウンロード |
| 3rd | 2022年5月20日  | アイ独り論 -self cover- | デジタル・ダウンロード |
| 4th | 2022年5月20日  | 天才解剖学              | デジタル・ダウンロード |
| 5th | 2022年5月20日  | ロストチャイルド        | デジタル・ダウンロード |
| 6th | 2022年9月2日   | イミテイション          | デジタル・ダウンロード |
| 7th | 2023年1月13日  | レジリエンス            | デジタル・ダウンロード |

### ノラ from 今夜、あの街から
|     | 発売日       | タイトル | 配信形式               |
| --- | ------------ | -------- | ---------------------- |
| 1st | 2023年7月8日 | Chase Me | デジタル・ダウンロード |

### タイアップ一覧
| タイトル | アーティスト名義           | タイアップ                                                                            |
| -------- | -------------------------- | ------------------------------------------------------------------------------------- |
| クウフク | 今夜、あの街から           | 日本テレビ系アニメ『名探偵コナン』第68期エンディングテーマ（2023年2月18日 - 6月17日） |
| Chase Me | ノラ from 今夜、あの街から | TOKYO MX系アニメ『レベル1だけどユニークスキルで最強です』オープニングテーマ           |